# JBS USA
JBS USA é uma empresa norte-americana de processamento de alimentos. Filial estadunidense da empresa brasileira JBS. Em Maio de 2007, a JBS comprou a Swift & Company por US$ 1,4 bilhão e fez a chegar no mercado de carnes nos Estados Unidos.

## História
A empresa Swift Embale de Carnes foi fundada em 1855 por Gustavus Franklin Swift na cidade de Eastham, Massachusetts, Estados Unidos. Em 1875 mudou seu nome para Swift and Company para produzir vários produtos lácteos e mercearias, Allsweet margarina, manteiga Brookfield, queijo sob o Brookfield, Pauly e Treasure Cave e manteiga de amendoim sobre a marca Peter Pan e em 1954 a Swift começou a vender perus congelados sob a marca Butterball.
Swift se expandiu para outras áreas, incluindo seguros e petróleo, na década de 1960, e formou uma holding, a Esmark, em 1973.
Esmark deixou os negócios de petróleo em 1980, após vender seus negócios para a Mobil, enquanto os negócios carne de Swift foi desmembrada como uma empresa separada surgindo então a Swift Independent Packing Company (SIPCO), no mesmo ano a Esmark adquiriu a Norton Simon Inc e em 1983 é comprada pela Beatrice Foods. A ConAgra compra de 50% da Swift em 1988 e o restante em 1990, no mesmo ano a ConAgra Foods comprou a Beatrice.
Em maio de 2007 a empresa foi vendida para a multinacional Brasileira de alimentos JBS por 1,4 bilhão de dólares.
A JBS USA administra também as operações da JBS no Canadá (JBS Food Canadá) onde atua desde de outubro de 2012 e possui 2.000 empregados e na Austrália (JBS Australia), onde a JBS atua desde 2007e possui 8.500 empregados e é líder no mercado australiano de processamento de carnes.
No ano de 2014 a JBS USA empregava 85.000 nos Estados Unidos, Canadá e Australia e é a maior subsidiária do grupo brasileiro JBS no exterior.
Em 2014 teve um faturamento total de 34,035 bilhões de dólares, sendo US$ 21,625 bilhões vindo da divisão de bifes, US$ 8,583 bilhões da divisão de frango e US$ 3,827 bilhões da divisão de carne de porco.